# Mogens Jacobsen (kunstner)
 Der er flere personer med dette navn, se Mogens Jacobsen.
Mogens Jacobsen (født 1959) er en dansk mediekunstner. I 1980'erne arbejdede han med musik og performance som medlem af gruppen Cinema Noir. I starten af 1990'erne var han en pioner indenfor net-kunsten i Danmark. I 1992 grundlagde han kunstnergruppen Artnode sammen med Niels Bonde, Kim Borreby, Nikolaj von Recke, Martin Pingel og Christian Heide.
Mogens Jacobsen har siden 2000 skiftet fokus fra skærmbaserede værker til fysiske objekter og installationer, men stadig med Internet-baserede telematiske elementer.
Han har udstillet i ind- og udland, bl.a. flere gange på den brasiliansk FILE festival, Ars Electronica i Østrig, ZKM i Tyskland og den japanske Media Art Festival.
I 2021 modtog han Niels Wessel Bagges Kunstlegat.